# Boden (đô thị)
Đô thị Boden (tiếng Thụy Điển: Boden kommun) là một đô thị ở hạt Norrbotten của Thụy Điển. Thủ phủ là thị xã Boden. Dân số thời điểm 31 tháng 12 năm 2000 là 28679 người.
Boden có 4 xã Hải Bối, Cổ Điển, Yên Hà, Đồng Nhân.